# Václav Matěj Kramerius
Václav Matěj Kramerius (ur. 9 lutego 1753 w Klatovach, zm. 22 marca 1808 w Pradze) – czeski pisarz, założyciel wydawnictwa Česká expedice.

## Życiorys
Uczęszczał do jezuickiego gimnazjum w Klatovach. Po ukończeniu szkoły rozpoczął studia filozoficzne w Pradze. W latach 1778–1780 studiował prawo. W czasie studiów, za pośrednictwem Josefa Dobrovskiego, zatrudnił się przy katalogowaniu książek u Jana z Neuberku.
Przez krótki czas pracował jako nauczyciel języka czeskiego. W 1786 roku rozpoczął pracę w czasopiśmie Schönfeldské císařské královské poštovní Noviny, dzięki której zdobył doświadczenie i popularność. Od 1 lipca 1789 roku wydawał własną gazetę Pražské poštovské noviny, przemianowaną w 1791 roku na Krameriusovy císařské královské vlastenecké Noviny. Gazeta stała się bardzo popularna. Publikował w niej m.in. własne utwory. W 1795 roku zakupił drukarnię, zyskując bazę potrzebną do założenia własnego wydawnictwa. Nowe przedsiębiorstwo Česká expedice publikowało czeskie książki z tamtego okresu.
Krąg potencjalnych odbiorców był ograniczony. Kierownictwo musiało wykazać się zręcznością i ogromnym zapałem, aby utrzymać wydawnictwo na rynku. Po śmierci założyciela, przedsiębiorstwo przejął syn Václav Rodomil Kramerius. Ze względu na trudną sytuację finansową wydawnictwo upadło.
Nazwisko Kramerius jest wciąż żywe w czeskiej świadomości narodowej. Biblioteka Narodowa Republiki Czeskiej nazwała swój projekt digitalizacji periodyku Kramerius, a Česká expedice ożyła na krótko w nazwie praskiego wydawnictwa z lat 90. XX wieku.

## Twórczość
- Nový kalendář tolerancí,
- Noví čeští zpěvové pro krásné pohlaví ženské,
- Laudonův život a jeho hrdinští činové,
- Vypsání ukrutné smrti Marie Antonie, královny francouzské,
- Zrcadlo šlechetnosti,
- Mravové šlechetných dítek,
- Cvičení dítek jednoho každého stavu, item příkladové a básně dítkám k dobrému naučení,
- Čarodějnice Megera,
- Rozličné povídačky k poučení a obveselení.